# Carlo II d'Elbeuf
Carlo II d'Elbeuf (Parigi, 5 novembre 1596 – Parigi, 5 novembre 1657) è stato un duca francese appartenente alla casa di Guisa, ramo della casa di Lorena, figlio del duca Carlo I d'Elbeuf e di sua moglie Marguerite de Chabot.

## Biografia
Giunto alla corte francese nel 1607, divenne compagno di giochi del futuro Luigi XIII, ed alla maggior età fu creato Gran Ciambellano di Francia. Fu un fedele alleato di Luigi XIII nei suoi conflitti con la regina madre Maria de' Medici, con il cardinale Richelieu e con gli Ugonotti. Fu creato governatore della Normandia e prese parte all'assedio di La Rochelle, dove venne ferito presso Saint-Jean-d'Angély. Creato anche governatore della Piccardia, morì a Parigi.

## Famiglia
Il 20 giugno 1619 sposò Caterina Enrichetta di Borbone, detta Mademoiselle de Vendôme, figlia illegittima di Enrico IV di Francia e di Gabrielle d'Estrées, e quindi sorellastra di Luigi XIII. Ebbero sei figli:
- Carlo (1620-1692), duca d'Elbeuf
- Enrico (1622-1648) abate di Hombieres
- Francesco Luigi conte di Harcourt (1623-1694), sposò Anne d'Ornano
- Francesco Maria principe di Lillebonne (1624-1694)
- Caterina (1626-1645)
- Maria (1629-1697), Mademoiselle d'Elboeuf

## Ascendenza
|                                            |                                                 |                                                  | Genitori                                      |  |  | Nonni |  |  | Bisnonni                |  |  | Trisnonni                     |  |
|                                            |                                                 |                                                  |                                               |  |  |       |  |  | Claude I, duca di Guisa |  |  | René II, duca di Lorena e Bar |  |
|                                            |                                                 |                                                  |                                               |  |  |       |  |  | Claude I, duca di Guisa |  |  | René II, duca di Lorena e Bar |  |
|                                            |                                                 | Philippe de Gueldre                              |                                               |  |  |       |  |  | Claude I, duca di Guisa |  |  |                               |  |
| René II, marchese d'Elbeuf                 |                                                 |                                                  |                                               |  |  |       |  |  | Claude I, duca di Guisa |  |  |                               |  |
|                                            |                                                 | Antoinette de Bourbon-Vendôme                    | François, conte di Vendôme                    |  |  |       |  |  |                         |  |  |                               |  |
|                                            |                                                 | Antoinette de Bourbon-Vendôme                    | François, conte di Vendôme                    |  |  |       |  |  |                         |  |  |                               |  |
|                                            |                                                 | Antoinette de Bourbon-Vendôme                    | Marie de Luxembourg, contessa di Saint-Pol    |  |  |       |  |  |                         |  |  |                               |  |
| Charles I, duca d'Elbeuf                   |                                                 | Antoinette de Bourbon-Vendôme                    |                                               |  |  |       |  |  |                         |  |  |                               |  |
|                                            |                                                 | Claude I, signore di Rieux e Rochefort           | Jean IV, signore di Rieux e Rochefort         |  |  |       |  |  |                         |  |  |                               |  |
|                                            |                                                 | Claude I, signore di Rieux e Rochefort           | Jean IV, signore di Rieux e Rochefort         |  |  |       |  |  |                         |  |  |                               |  |
|                                            |                                                 | Claude I, signore di Rieux e Rochefort           | Isabelle de Brosse                            |  |  |       |  |  |                         |  |  |                               |  |
| Louise de Rieux                            |                                                 | Claude I, signore di Rieux e Rochefort           |                                               |  |  |       |  |  |                         |  |  |                               |  |
|                                            |                                                 | Suzanne de Bourbon-La Roche-sur-Yon              | Louis, principe di La Roche-sur-Yon           |  |  |       |  |  |                         |  |  |                               |  |
|                                            |                                                 | Suzanne de Bourbon-La Roche-sur-Yon              | Louis, principe di La Roche-sur-Yon           |  |  |       |  |  |                         |  |  |                               |  |
|                                            |                                                 | Suzanne de Bourbon-La Roche-sur-Yon              | Louise de Bourbon-Montpensier                 |  |  |       |  |  |                         |  |  |                               |  |
| Charles II, duca d'Elbeuf                  |                                                 | Suzanne de Bourbon-La Roche-sur-Yon              |                                               |  |  |       |  |  |                         |  |  |                               |  |
|                                            | Philippe de Chabot, conte di Charny e Buzançois | Jacques Chabot, signore d'Aspremont e Brion      |                                               |  |  |       |  |  |                         |  |  |                               |  |
|                                            | Philippe de Chabot, conte di Charny e Buzançois | Jacques Chabot, signore d'Aspremont e Brion      |                                               |  |  |       |  |  |                         |  |  |                               |  |
|                                            | Philippe de Chabot, conte di Charny e Buzançois | Madeleine de Luxembourg                          |                                               |  |  |       |  |  |                         |  |  |                               |  |
| Léonor Chabot, conte di Charny e Buzançois | Philippe de Chabot, conte di Charny e Buzançois |                                                  |                                               |  |  |       |  |  |                         |  |  |                               |  |
|                                            |                                                 | Françoise de Longvy, signora di Pagny e Mirebeau | Jean IV de Longvy, barone di Pagny e Mirebeau |  |  |       |  |  |                         |  |  |                               |  |
|                                            |                                                 | Françoise de Longvy, signora di Pagny e Mirebeau | Jean IV de Longvy, barone di Pagny e Mirebeau |  |  |       |  |  |                         |  |  |                               |  |
|                                            |                                                 | Françoise de Longvy, signora di Pagny e Mirebeau | Jeanne d'Angoulême, contessa di Bar-sur-Seine |  |  |       |  |  |                         |  |  |                               |  |
| Marguerite de Chabot, contessa di Charny   |                                                 | Françoise de Longvy, signora di Pagny e Mirebeau |                                               |  |  |       |  |  |                         |  |  |                               |  |
|                                            |                                                 | Joachim, signore di Rye                          | Simon de Rye, signore di Balancon e Dissey    |  |  |       |  |  |                         |  |  |                               |  |
|                                            |                                                 | Joachim, signore di Rye                          | Simon de Rye, signore di Balancon e Dissey    |  |  |       |  |  |                         |  |  |                               |  |
|                                            |                                                 | Joachim, signore di Rye                          | Antoinette de La Baume, contessa di Montrevel |  |  |       |  |  |                         |  |  |                               |  |
| Françoise, signora di Rye                  |                                                 | Joachim, signore di Rye                          |                                               |  |  |       |  |  |                         |  |  |                               |  |
|                                            |                                                 | Antoinette de Longvy, signora di Neufchâtel      | Christophe de Longvy, signore di Longuepierre |  |  |       |  |  |                         |  |  |                               |  |
|                                            |                                                 | Antoinette de Longvy, signora di Neufchâtel      | Christophe de Longvy, signore di Longuepierre |  |  |       |  |  |                         |  |  |                               |  |
|                                            |                                                 | Antoinette de Longvy, signora di Neufchâtel      | Anne, signora di Neufchâtel                   |  |  |       |  |  |                         |  |  |                               |  |
|                                            |                                                 | Antoinette de Longvy, signora di Neufchâtel      |                                               |  |  |       |  |  |                         |  |  |                               |  |